# Vincent Barbi
Vincent Barbi (Nereto, 11 gennaio 1912 – Los Angeles, 27 settembre 1998) è stato un attore italiano naturalizzato statunitense.

## Biografia
Fu spesso utilizzato nei ruoli di gregario gangster che fa da spalla ai boss della malavita, ruolo che ebbe anche nel film Totò lascia o raddoppia? (1955).
Partecipò al film Guerra e pace (1956), interpretando il ruolo non accreditato di Balaga, il cocchiere di Dolochov. Ebbe una piccola parte nel film cult Fluido mortale (1958).

## Filmografia parziale

### Cinema
- Ballata tragica, regia di Luigi Capuano (1955)
- Totò all'inferno, regia di Camillo Mastrocinque (1955)
- Il principe dalla maschera rossa, regia di Leopoldo Savona (1955)
- Siamo uomini o caporali, regia di Camillo Mastrocinque (1955)
- Totò lascia o raddoppia?, regia di Camillo Mastrocinque (1955)
- Guerra e pace (War and Peace), regia di King Vidor (1956)
- Io, Caterina, regia di Oreste Palella (1957)
- Autopsia di un gangster (Never Love a Stranger), regia di Robert Stevens (1958)
- Fluido mortale (The Blob), regia di Irvin S. Yeaworth Jr. (1958)
- Pagare o morire (Pay or Die), regia di Richard Wilson (1960)
- L'impero dell'odio (Black Gold), regia di Leslie H. Martinson (1963)
- Panic Button... Operazione fisco! (Panic Button), regia di George Sherman, Giuliano Carnimeo (1964)
- Johnny Svelto (Black Belt Jones), regia di Robert Clouse (1974)
- Una moglie (A Woman Under the Influence), regia di John Cassavetes (1974)
- Quella sporca ultima notte (Capone), regia di Steve Carver (1975)
- L'assassinio di un allibratore cinese (The Killing of a Chinese Bookie), regia di John Cassavetes (1976)
- Ipnosi morbosa (Mind Twister), regia di Fred Olen Ray (1994)

### Televisione
- Johnny Staccato (Johnny Staccato) – serie TV, episodio 1x14 (1959)
- Hong Kong – serie TV, episodio 1x07 (1960)